# Nizhni Sirogozi
Nizhni Sirogozi (en ucraniano: Нижні Сірогози, romanizado: Nyzhni Sirohozy; en ruso: Нижние Серогозы, romanizado: Nizhniye Serogozi) es un pueblo ucraniano perteneciente al óblast de Jersón. Situado en el sur del país, forma parte del raión de Geníchesk y del municipio (hromada) de Nizhni Sirogozi.
El pueblo se encuentra ocupada por Rusia desde febrero de 2022 en el marco de la invasión rusa de Ucrania.

## Geografía
Nizhni Sirogozi se encuentra a orillas del río Veliki Sirogozi, situado 169 km al este de Jersón y 80 km al oeste de Melitópol. 

### Clima
| Parámetros climáticos promedio de Nizhni Sirogozi (1981–2010) | Parámetros climáticos promedio de Nizhni Sirogozi (1981–2010) | Parámetros climáticos promedio de Nizhni Sirogozi (1981–2010) | Parámetros climáticos promedio de Nizhni Sirogozi (1981–2010) | Parámetros climáticos promedio de Nizhni Sirogozi (1981–2010) | Parámetros climáticos promedio de Nizhni Sirogozi (1981–2010) | Parámetros climáticos promedio de Nizhni Sirogozi (1981–2010) | Parámetros climáticos promedio de Nizhni Sirogozi (1981–2010) | Parámetros climáticos promedio de Nizhni Sirogozi (1981–2010) | Parámetros climáticos promedio de Nizhni Sirogozi (1981–2010) | Parámetros climáticos promedio de Nizhni Sirogozi (1981–2010) | Parámetros climáticos promedio de Nizhni Sirogozi (1981–2010) | Parámetros climáticos promedio de Nizhni Sirogozi (1981–2010) | Parámetros climáticos promedio de Nizhni Sirogozi (1981–2010) |
| Mes                                                           | Ene.                                                          | Feb.                                                          | Mar.                                                          | Abr.                                                          | May.                                                          | Jun.                                                          | Jul.                                                          | Ago.                                                          | Sep.                                                          | Oct.                                                          | Nov.                                                          | Dic.                                                          | Anual                                                         |
| ------------------------------------------------------------- | ------------------------------------------------------------- | ------------------------------------------------------------- | ------------------------------------------------------------- | ------------------------------------------------------------- | ------------------------------------------------------------- | ------------------------------------------------------------- | ------------------------------------------------------------- | ------------------------------------------------------------- | ------------------------------------------------------------- | ------------------------------------------------------------- | ------------------------------------------------------------- | ------------------------------------------------------------- | ------------------------------------------------------------- |
| Temp. máx. media (°C)                                         | 1.0                                                           | 1.8                                                           | 7.7                                                           | 16.2                                                          | 22.7                                                          | 26.8                                                          | 29.8                                                          | 29.2                                                          | 23.2                                                          | 15.8                                                          | 7.4                                                           | 2.3                                                           | 15.3                                                          |
| Temp. media (°C)                                              | -2.1                                                          | -1.9                                                          | 2.8                                                           | 9.8                                                           | 15.9                                                          | 20.2                                                          | 23.0                                                          | 22.3                                                          | 16.6                                                          | 10.1                                                          | 3.6                                                           | -0.7                                                          | 10.0                                                          |
| Temp. mín. media (°C)                                         | -4.9                                                          | -5.2                                                          | -1.2                                                          | 4.2                                                           | 9.4                                                           | 14.0                                                          | 16.3                                                          | 15.5                                                          | 10.6                                                          | 5.3                                                           | 0.3                                                           | -3.5                                                          | 5.1                                                           |
| Precipitación total (mm)                                      | 29.4                                                          | 31.3                                                          | 29.7                                                          | 39.2                                                          | 41.9                                                          | 59.5                                                          | 42.5                                                          | 44.9                                                          | 38.4                                                          | 29.8                                                          | 42.3                                                          | 35.6                                                          | 464.5                                                         |
| Días de precipitaciones (≥ 1.0 mm)                            | 6.7                                                           | 5.7                                                           | 6.1                                                           | 5.8                                                           | 6.5                                                           | 6.8                                                           | 4.7                                                           | 4.1                                                           | 4.7                                                           | 4.3                                                           | 6.1                                                           | 7.1                                                           | 68.6                                                          |
| Humedad relativa (%)                                          | 87.0                                                          | 84.1                                                          | 78.9                                                          | 68.8                                                          | 64.7                                                          | 65.9                                                          | 60.2                                                          | 58.7                                                          | 66.4                                                          | 75.6                                                          | 86.2                                                          | 88.2                                                          | 73.7                                                          |
| Fuente: World Meteorological Organization                     |                                                               |                                                               |                                                               |                                                               |                                                               |                                                               |                                                               |                                                               |                                                               |                                                               |                                                               |                                                               |                                                               |

## Historia
El asentamiento fue fundado por inmigrantes de la gobernación de Járkov a principios del siglo XIX. Nizhni Sirogozi recibió residentes adicionales en 1820 desde la gobernación de Tula, y en 1849 otras 11 familias de la gobernación de Kursk se mudaron aquí. En 1833 el pueblo contaba con 274 casas en las que vivían un total de 1123 personas.
Con el crecimiento de las ciudades industriales y el aumento de la demanda de pan en el mercado mundial, la ganadería dio paso a la agricultura. De acuerdo con la ley de 1866 sobre el sistema de tierras de los campesinos estatales, a los campesinos de Nizhni Sirogozi se les asignaron parcelas de tierra para uso indefinido previo pago del impuesto estatal de sucesiones. En 1886, fueron trasladados a un rescate obligatorio, que debían pagar durante 44 años. El tamaño de los pagos de redención fue un 45 por ciento más alto que el arancel aduanero estatal.
Desde 1923, Nizhni Sirogozi ha sido el centro administrativo del distrito del mismo nombre y en 1960 el asentamiento recibió el estatus de asentamiento de tipo urbano. 
Hasta el 18 de julio de 2020, Nizhni Sirogozi era el centro del raión de Nizhni Sirogozi. El raión se abolió en julio de 2020 como parte de la reforma administrativa de Ucrania, que redujo el número de rayones del óblast de Jersón a cinco. El área del raión de Nizhni Sirogozi se fusionó con el raión de Geníchesk.

## Demografía
La evolución de la población de Nizhni Sirogozi entre 1886 y 2021 fue la siguiente:
| 4285                                                          | 5494 | 6088 | 6607 | 6747 | 6021 | 4882 | 4451 |
| (Fuente: Cities & Towns of Ukraine y UKRAINE: Größere Städte) |      |      |      |      |      |      |      |

Según el censo de 2001, la lengua materna de la mayoría de los habitantes, el 92,61%, es el ucraniano; y del 6,88% es el ruso.

## Infraestructura

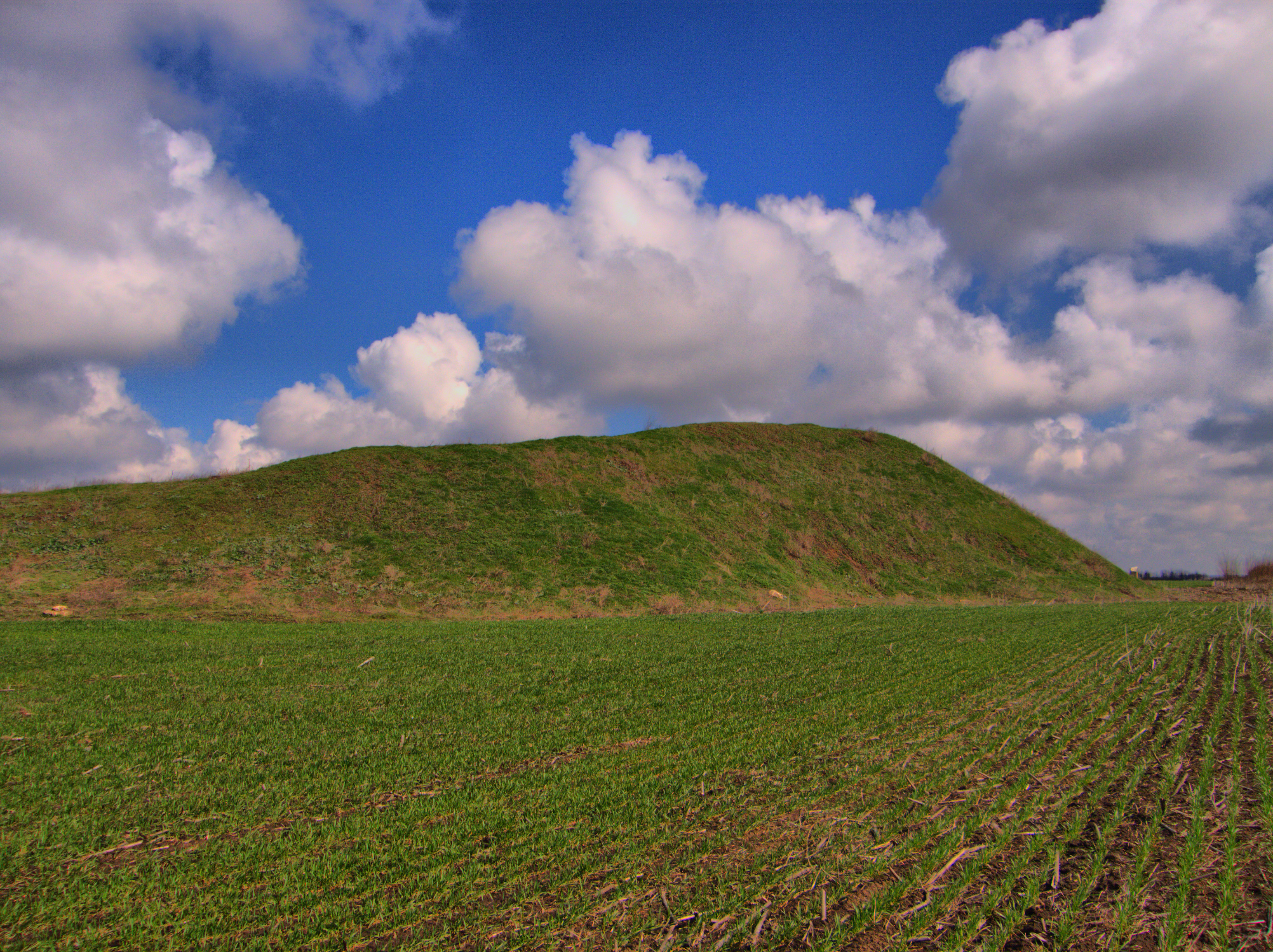
Montículo de Oguz

### Arquitectura, monumentos y lugares de interés
En 1935, se inauguró la Casa de la Cultura de Nizhni Sirogozi, según el proyecto del famoso arquitecto Konstantín Mélnikov.
El montículo de Oguz, cerca del pueblo, se considera uno de los monumentos antiguos más llamativos que se encuentran en el óbast de Jersón. Según algunos arqueólogos que realizaron sus investigaciones aquí, esta colina puede considerarse la tumba del descendiente del rey escita Ateas, que gobernó en el siglo IV.

### Transporte
Nizhni Sirohozi tiene acceso a la autopista M14, que conecta Jersón con Mariúpol a través de Melitópol. Otra carretera lo conecta con Geníchesk y Velika Lepetija. La estación de tren más cercana está en Sirohozi, a unos 10 kilómetros al norte del asentamiento, en un ferrocarril que conecta Mikolaiv con Melitópol.  